# Абердіншир

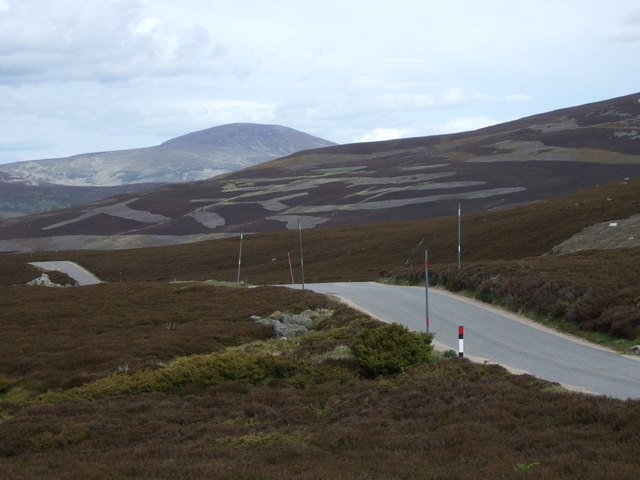
Абердіншир

Аберді́ншир (англ. Aberdeenshire) — одна з 32 областей Шотландії, розташована на північному сході країни.
Адміністративний центр — Абердін. Абердіншир межує з: Ангусом, Перт-і-Кінроссом — на півдні, Гайлендом й Мореєм — на заході. Територія області становить 8 % загальної площі Шотландії.
Традиційно область економічно залежить від первинного сектору (сільське господарство, рибальство та лісове господарство) та пов'язаної з ним — переробної промисловості. Протягом останніх 40 років значущий розвиток нафтової й газової промисловості, та пов'язаного з ним третинного сектору (сфера послуг), підвищило економічний статус Абердінширу, та сприяло швидкому зростанню населення, приблизно на 50 % з 1975 року.

## Найбільші міста
Міста з населенням понад 5 тисяч осіб:
| № | Місто       | Населення, осіб (2006) |
| - | ----------- | ---------------------- |
| 1 | Пітерхед    | 17 330                 |
| 2 | Фрейзербург | 12 630                 |
| 3 | Інверурі    | 10 970                 |
| 4 | Вестхілл    | 10 750                 |
| 5 | Стонгейвен  | 10 090                 |
| 6 | Еллон       | 9 860                  |
| 7 | Портлетен   | 6 760                  |
| 8 | Банчорі     | 6 520                  |